# Malans (Svizzera)
Malans (toponimo tedesco) è un comune svizzero di 2 462 abitanti del Canton Grigioni, nella regione Landquart.

## Storia
Il comune di Malans è stato istituito nel 1803 per scorporo da quello di Maienfeld.

## Monumenti e luoghi d'interesse
- Chiesa riformata (già chiesa cattolica di San Cassiano), attestata dal XII secolo[1];
- Ruderi del castello di Klingenhorn[senza fonte];
- Ruderi del castello di Wynegg[1];
- Ruderi delle fortificazioni di Rohan[senza fonte].

## Società

### Evoluzione demografica
L'evoluzione demografica è riportata nella seguente tabella:
Abitanti censiti

### Lingue e dialetti
Già borgo di lingua romancia, fu germanizzato a partire dal XV secolo da immigrati alemanni.

## Infrastrutture e trasporti

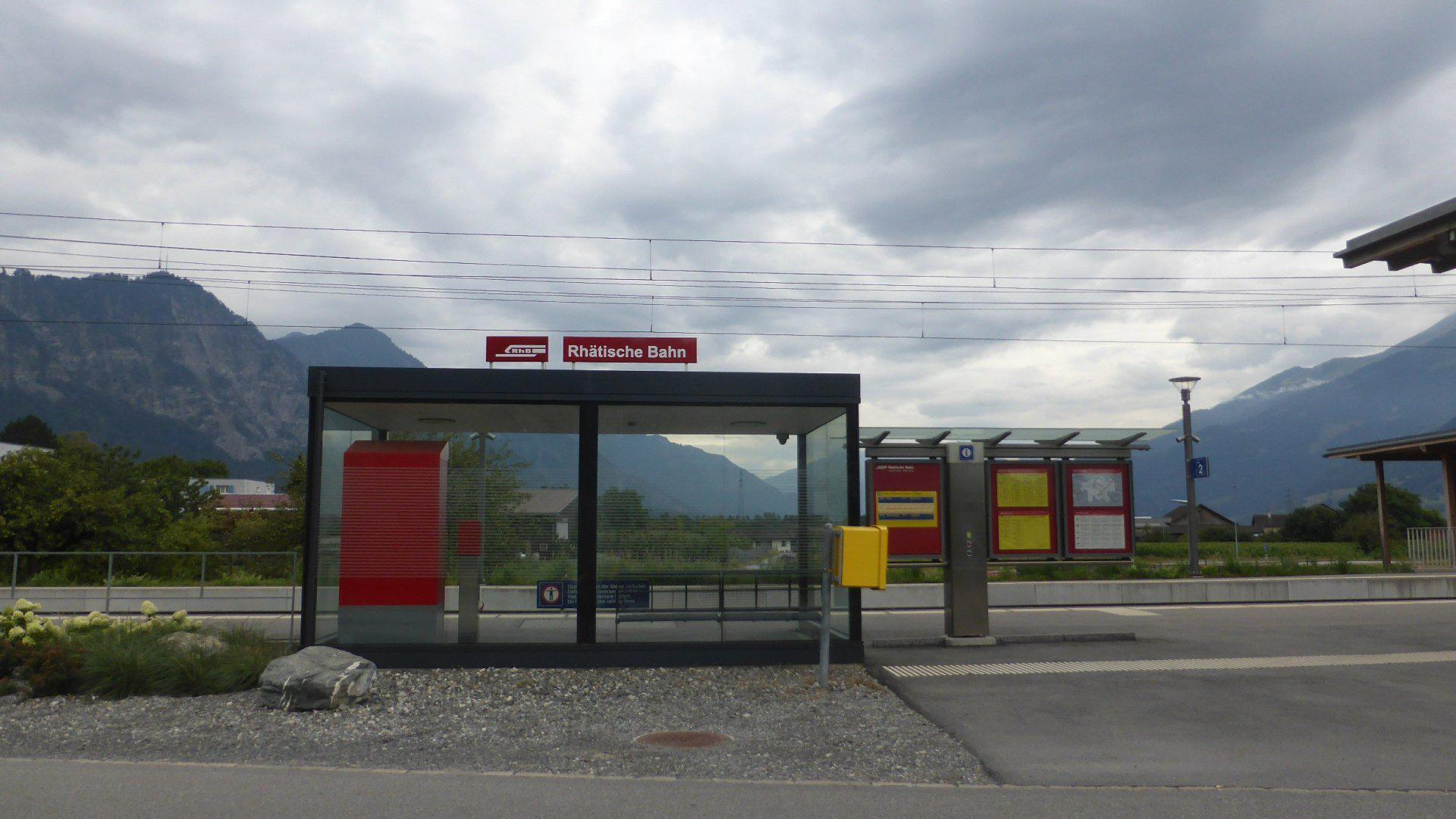
La stazione di Malans

Malans è servito dall'omonima stazione sulla linea Landquart-Davos della Ferrovia Retica.

## Amministrazione
Ogni famiglia originaria del luogo fa parte del comune patriziale e ha la responsabilità della manutenzione di ogni bene ricadente all'interno dei confini del comune.